# Dracula (film din 1992)
Dracula (cunoscut și ca Bram Stoker's Dracula) este un film de groază-gotic din 1992, regizat și co-produs de Francis Ford Coppola pe baza romanului omonim scris de Bram Stoker.  În film interpretează Gary Oldman (Contele Dracula), Winona Ryder (ca Mina Harker), Anthony Hopkins (ca profesorul Abraham Van Helsing), Keanu Reeves (ca Jonathan Harker) și Sadie Frost (ca Lucy Westenra).
Acest film a avut parte de o recepția critică în general pozitivă și a fost un succes de box office. Coloana sonoră a filmului a fost compusă de Wojciech Kilar și conține melodia "Love Song for a Vampire" de Annie Lennox ca temă a genericului de final.

## Rezumat
În 1462, Vlad Drăculea, un membru al Ordinului Dragonului, se întoarce după o victorie împotriva turcilor și a aflat că soția lui, Elisabeta, s-a sinucis după ce a primit o veste falsă în care se spunea că soțul ei a murit. Înfuriat de ideea că soția sa va fi condamnată etern din cauza sinuciderii, Dracula deschide mormântul ei și renunță la Dumnezeu, declarând că el se va ridica din mormânt pentru a-o răzbuna pe Elisabeta, împreună cu toate puterile întunericului.
În 1897, Jonathan Harker, devenit de curând avocat, îl ia de client pe Contele Dracula din Transilvania de la colegul său R. M. Renfield, care a înnebunit. Jonathan călătorește în Transilvania pentru a aranja cu Dracula cumpărarea unor locuințe în Londra, printre care și abația Carfax. Jonathan se întâlnește cu Dracula, care vede o imagine cu logodnica lui Harker, Mina, și consideră că ea este reîncarnarea Elisabetei. Dracula îl părăsește pe Jonathan pe care-l lasă să fie sedus de miresele sale și navighează spre Anglia, având cu el cutii în care se află pământ din Transilvania. În Anglia el se stabilește la noua sa locuință din Carfax Abbey. Sosirea lui este prezisă de aiurelile lui Renfield, acum pacient al azilului de nebuni al dr. Jack Seward.
În Londra, Dracula apare ca o creatură asemănătoare cu un lup în mijlocul unei furtuni feroce și o seduce hipnotic, apoi o violează și o mușcă pe Lucy Westenra, cu care locuia Mina în timp ce Jonathan este în Transilvania. Deteriorarea sănătății lui Lucy și modificarea comportamentului îi determină pe foștii pretendenți la mâna lui Lucy Quincey Morris și dr. Seward, împreună cu logodnicul ei, Arthur Holmwood, să-l cheme pe Dr. Abraham Van Helsing, care își dă seama că Lucy este victima unui vampir. Dracula, care apare tânăr și frumos în timpul zilei, se întâlnește cu Mina, care cade sub farmecele sale. Atunci când Mina primește o scrisoare de la Jonathan, care scăpase din castel și era tratat la o mănăstire, ea călătorește în România pentru a se căsători cu el. În furia lui, Dracula o transformă pe Lucy într-un vampir. Van Helsing, Holmwood, Seward și Morris o ucid pe Lucy.
După ce Jonathan și Mina se întorc la Londra, Jonathan și Van Helsing îi conduc pe ceilalți la Carfax Abbey, unde ei distrug cutiile cu pământ ale contelui. Dracula intră în azil, unde îl ucide pe Renfield pentru că a avertizat-o pe Mina de prezența sa înainte ca Mina să fie vizitată. El îi mărturisește Minei că a ucis-o pe Lucy și că i-a terorizat pe prietenii Minei, dar confuza Mina admite că ea îl iubește încă și își amintește de viața ei anterioară ca Elisabeta. La insistențele ei, Dracula începe transformarea ei într-un vampir. Vânătorii pătrund în dormitor, iar Dracula pretinde că Mina este mireasa lui înainte de a fugi. Pe măsură ce Mina începe să se transforme, Van Helsing o hipnotizează și află, prin intermediul legăturii ei cu Dracula, că el plecase acasă în ultima cutie rămasă.
Vânătorii pleacă spre Varna pentru a-l întâmpina, dar Dracula citește mintea Minei și îi evită, ajungând în Galați. Vânătorii se despart, iar Van Helsing și Mina călătoresc către Pasul Bârgău și castel, în timp ce alții încearcă să-i oprească pe țiganii care-l transportau pe conte.
La noapte, Van Helsing și Mina sunt abordați de miresele lui Dracula. Ele o sperie pe Mina la început, dar ea cade în plasa lor și încearcă să-l seducă pe Van Helsing. Înainte ca Mina să se hrănească cu sângele lui, Van Helsing îi pune o bucată de azimă de împărtășanie pe fruntea ei, lăsând un semn. El trasează un cerc de foc pentru a-i proteja de mirese, apoi se infiltrează în castel și le decapitează în dimineața următoare. În timp ce se apropie apusul soarelui, transportul lui Dracula ajunge la castel, urmărit de către vânători. Are loc o luptă între vânători și țigani, iar la apusul soarelui Dracula iese din sicriu. Harker îi taie gâtul, în timp ce rănitul Morris îl înjunghie în inimă cu un cuțit. Dracula se clatină pe picioare, iar Mina sare în apărarea lui. Holmwood încearcă să atace, dar Van Helsing și Harker îi permit Minei să se retragă cu contele. Morris moare, înconjurat de prietenii săi.
În capela în care a renunțat la Dumnezeu, Dracula este pe moarte într-o formă demonică veche. El îi cere Minei să-i ofere pacea sufletească. Ei se sărută în timp ce lumânările ce împodobesc capela se aprind, iar Mina împinge cuțitul în inima lui Dracula. Semnul de pe fruntea ei dispare ca urmare a faptului că blestemul lui Dracula este ridicat. Ea îl decapitează și în cele din urmă se uită în sus la fresca lui Vlad și a Elisabetei urcând împreună către cer.

## Distribuție
- Gary Oldman - Contele Dracula / Vlad Țepeș[7]
- Winona Ryder - Mina Harker (Murray) / Elisabeta
- Anthony Hopkins - profesorul Abraham Van Helsing / preotul
- Keanu Reeves - Jonathan Harker
- Richard E. Grant - Dr. John Seward
- Cary Elwes - Sir Arthur Holmwood
- Billy Campbell - Quincey P. Morris
- Sadie Frost - Lucy Westenra
- Tom Waits - R. M. Renfield
- Monica Bellucci - Mireasa lui Dracula
- Michaela Bercu - Mireasa lui Dracula
- Florina Kendrick - Mireasa lui Dracula
- Jay Robinson - dl. Hawkins

## Recepție

### Recenzii
Dracula a primit o atenție deosebită după lansare, având parte, în general, de comentarii pozitive din partea criticilor. Bazat pe 44 comentarii colectate de situl Rotten Tomatoes, filmul are un rating de aprobare generală de 82%. Vincent Canby a descris filmul ca fiind asemănător cu "munca unui student precoce, care a dobândit prin magie comanda de la un maestru". Richard Corliss a spus: "Coppola aduce la viață vechea poveste de groază ... Toată lumea știe că Dracula are o inimă; Coppola știe că este mai mult decât un organ. Potrivit regizorului, contele este un spirit fără odihnă, care a fost condamnat de prea mulți ani să fie înhumat în filme. Acest film delicios reface nobilimea creaturii și îi dă pacea.".
Roger Ebert a acordat filmului 3/4 stele, scriind: "Mi-a plăcut filmul pur și simplu pentru modul în care arăta și se simțea. Decoratorii Dante Ferretti și Thomas Sanders s-au întrecut pe ei. Operatorul, Michael Ballhaus, intră în spirit atât de complet încât pare să lumineze cu umbre." Ebert a făcut, totuși, și unele critici ușoare cu privire la "confuzii narative și sfârșiturile morților". Jonathan Rosenbaum a simțit că filmul suferea de o "linie de poveste oarecum dispersată și aglomerată", dar că acesta "rămâne fascinant și afectează adesea grație energiei vizuale și conceptuale"

### Box office
Filmul s-a clasat pe locul 1 la box-office în primul week-end, cu 30.521.679 dolari. Cu toate acestea, el a căzut brusc în săptămâna următoare, pierzând 50,8% din publicul său, după primul week-end și a ieșit din topul 5 după doar trei săptămâni. Totuși, a reușit să devină un succes de box office, obținând încasări de 82.522.790 dolari pe piața internă și devenind al 15-lea film ca încasări al anului. El a obținut încasări mai mari în străinătate, aducând venituri de 133.339.902 dolari și făcând ca încasările totale la nivel mondial să se ridice la 215.862.692 dolari, făcând ca filmul să se claseze pe locul 9 ca încasări pe piața mondială.

### Premii și distincții
Filmul a obținut trei premii Oscar: pentru cele mai bune costume (Eiko Ishioka), cel mai bun sunet (Tom C. McCarthy, David E. Stone) și cel mai bun machiaj (Greg Cannom, Michèle Burke, Matthew W. Mungle) și a fost nominalizat pentru cele mai bune decoruri (Thomas E. Sanders, Garrett Lewis). El a câștigat patru premii Saturn, printre care premiile cel mai bun regizor și cel mai bun actor pentru Coppola și respectiv Oldman.
În 2011, Total Film a numit portretizarea lui Dracula de către Oldman ca fiind una dintre cele mai bune zece interpretări ale carierei sale. 